# Al-Shibl
L'Al-Shibl est un blindé conçu pour offrir une protection et des capacités de combat améliorées aux  forces armées saoudiennes. 

## Conception
Le HUMVEE ne répondant pas aux normes saoudiennes en termes de protection, la commission militaire Saoudienne commença à travailler sur une alternative pour satisfaire les nouvelles normes de combat.
L'Al-Shibl est basé sur le châssis du Toyota Land Cruiser. Il assure une meilleure protection aux équipages et plus de vitesse et d'autonomie que le HUMVEE. L'Al-Shibl peut être armé avec une mitrailleuse contrôlée de l'intérieur, il peut également être équipé d'un détecteur de source de feu, magnétique et de détonateur de mine. Il offre une protection face aux projectiles de calibre 12,7 mm.

## Versions
- L'Al-Shibl 1 est principalement un véhicule de soutien logistique rapide et de reconnaissance avec un équipage de trois hommes.
- L'Al-Shibl 2 a été conçu pour le combat.

## Utilisateur
- Arabie saoudite
- Yémen
- Turkménistan

## Combats

### Armée saoudienne
- Au moins un Al Shibl 2 est perdu[3] par les forces saoudiennes au cours de l'Opération Restaurer l'espoir au mois d'août 2015, dans des combats contre la rébellion Houthi.

## Référence
1. 1 2  www.army-guide.com, product 4286
2. ↑  Al Shibl 1 and 2, the saudi lion cub
3. ↑  Recent Saudi/UAE losses in yemen conflict, août 2015, www.uskowioniran.com, quatrième photographie à partir du haut